# Monica Lanz
Monica Lanz est une rameuse néerlandaise, née le 8 avril 1991.

## Palmarès

### Championnats d'Europe
- 2016, à Brandebourg-sur-la-Havel ( Allemagne)
  -  Médaille d'argent en Huit
- 2015, à Poznań ( Pologne)
  -  Médaille d'argent en Huit